# Chlorochaeta tancrei
Chlorochaeta tancrei är en fjärilsart som beskrevs av Ludwig Carl Friedrich Graeser 1890. Chlorochaeta tancrei ingår i släktet Chlorochaeta och familjen mätare. Inga underarter finns listade i Catalogue of Life.